# روبن بيل (راكب الكنو)
روبن بيل (بالإنجليزية: Robin Bell)‏ هو راكب الكنو أسترالي، ولد في 16 نوفمبر 1977 في كيب تاون في جنوب أفريقيا.

## وصلات خارجية
- روبن بيل على موقع أوليمبيديا (الإنجليزية)
- روبن بيل على موقع اللجنة الأولمبية الأسترالية (الإنجليزية)